# Rudolf Urban
Rudolf Urban (Košice, 1º marzo 1980) è un calciatore slovacco, centrocampista del Sandecja Nowy Sącz.

## Carriera

### Club
Ha giocato nel campionato slovacco, in quello ungherese ed in quello polacco.

### Nazionale
Ha collezionato 6 presenze con la maglia della propria Nazionale tra il 2003 ed il 2004.

## Palmarès

### Club

#### Competizioni nazionali
- Campionato slovacco: 1

Ružomberok: 2005-2006
- Coppa di Slovacchia: 1

Ružomberok: 2005-2006
- Campionato polacco di seconda divisione: 1

Piast Gliwice: 2011-2012